# Cosimo Sgobio
Cosimo Giuseppe Sgobio, detto Pino (Montemesola, 26 marzo 1947), è un politico italiano.

## Biografia
Impegnato fin da giovanissimo nelle lotte sociali, si iscrive nel 1962 alla Fgci. Nel 1969 è tra gli organizzatori dello sciopero dei braccianti di Montemesola che reclamano aumenti salariali e la riduzione dell'orario di lavoro.
Nel 1975 guida l'occupazione della Regione Puglia durante una lotta per la regionalizzazione del trasporto pubblico.
Nello stesso anno viene eletto nel consiglio comunale di Montemesola e ne diviene sindaco, guidando due giunte comunali: una in coalizione con il Psi (1975-1980) e una monocolore Pci (1980 - 1985).
Pochi mesi dopo l'insediamento viene aperto l'asilo comunale (prima assente a Montemesola), che garantisce ai bambini un servizio mensa e lezioni pomeridiane d'inglese, entrambi a titolo gratuito. Assieme alla sua giunta avvia una campagna di espropri ai latifondisti locali. Su quei terreni saranno realizzati gli insediamenti abitativi a prezzi popolari della Zona 167, la Zona artigianale, lo stadio comunale e la piscina comunale. Durante la sua amministrazione viene realizzata la rete fognaria di Montemesola, prima del tutto assente. Sempre negli stessi anni viene realizzata una rete di pozzi artesiani (dati in gestione a cooperative di braccianti) per incentivare l'agricoltura locale. Nel 1978, dopo un esproprio al quale il proprietario si oppone, occupa con i militanti del Pci e del Psi la villa dell'ex podestà fascista per impedire il taglio di alberi secolari e avviare i lavori per la realizzazione dei giardini pubblici di Montemesola. Vengono istituiti i soggiorni termali gratuiti per gli anziani e la distribuzione gratuita di libri ai ragazzi che frequentano la scuola dell'obbligo.
Nel 1980 viene inaugurata "Montemesola e il Mezzogiorno", una manifestazione che ospita artisti di rilievo internazionale e mette al centro le tematiche legate al Sud e all'immigrazione. La prima edizione è interamente dedicata alla lotta contro l'installazione di testate nucleari a Comiso e alla battaglia contro il nucleare.
In seguito alla sconfitta elettorale del 1985, guida fino al 1995 l'opposizione del Pci in consiglio comunale, battendosi soprattutto contro la privatizzazione dei servizi pubblici.
Nel 1991 si schiera contro lo scioglimento del Pci e guida a livello regionale la terza mozione legata ad Armando Cossutta. A livello nazionale è tra i fondatori di Rifondazione Comunista di cui diviene segretario provinciale a Taranto. Alle Elezioni Europee del 1994 è candidato dal PRC nella circoscrizione dell'Italia Meridionale, ottenendo 3.850 preferenze, senza risultare eletto.
Nel 1995 viene rieletto sindaco di Montemesola e, contemporaneamente, consigliere regionale pugliese. Rinuncia alla carica di sindaco e si impegna nel consiglio regionale dove si batte soprattutto per la stabilizzazione dei lavoratori precari e per la salvaguardia ambientale.
Nell'autunno 1998, non condividendo la decisione di Rifondazione di sfiduciare il governo Prodi, lascia il partito seguendo la scissione di Armando Cossutta ed è quindi tra i fondatori del Partito dei Comunisti Italiani.
Nel 2001 viene eletto alla Camera dei deputati per il Partito dei Comunisti Italiani, carica nella quale sarà confermato anche nel 2006. Nel 2004 è nominato capogruppo del Pdci alla Camera. La sua attività parlamentare è incentrata soprattutto sulla difesa dei lavoratori e, tra le altre cose, in veste di capogruppo del Pdci è, nel 2004, tra gli operai FIAT di Melfi che occupano per diversi giorni la Strada statale 106 Jonica.

## Curiosità
- Suo nonno, Antonio Sgobio (Montemesola, 1882-1962), fu schedato dal regime fascista e processato per ingiurie al capo dello stato[1].
- Nel 2005 il suo nome compare negli atti della Commissione parlamentare "Mitrokhin". Secondo il presidente della commissione Paolo Guzzanti Pino Sgobio fece parte della rete italiana del Kgb. Tutta la faccenda si rivelerà però una bufala.[2]